# Віллі Нельсон
Ві́ллі Не́льсон (англ. Willie Nelson, повне ім'я William Hugh Nelson; нар. 29 квітня 1933 року) — американський співак та актор, один із найвизначніших представників кантрі, володар багатьох нагород, у тому числі премій «Греммі» (1990) та «за досягнення в галузі звукозапису» (2000).

## Життєпис
Музична кар'єра Нельсона починається з 1956 року. Попервах компанії звукозапису відкидали його власні записи через їх немодне та занадто «сире» звучання. Тому Нельсон віддавав свої нові пісні іншим виконавцям. Це він написав чи не найпопулярнішу кантрі-баладу в історії «Crazy» Петсі Клайн, і «Night Life» Рея Прайса, яку називають найчастіше переспівуваною кантрі-мелодією в історії жанру.
Розвиткові власної кар'єри Нельсона заважали пристрасть до алкоголю, куріння марихуани і те, що в громадських місцях він часто носив неліцензовану зброю. Втомившись від проблем із законом, він у 1965 році переселився до техаського Остіну, який був у ті часи відомий своєю вільною вдачею. Тут його музика набула нестандартного звучання, ввібравши вплив рок-н-рола, західного свінгу, джазу й фолк-року. Сам співак захопився ранковим моціоном і став вести здоровий спосіб життя.
На початку 1970-х Нельсон і Вейлон Дженнінгс відростили бороди і одягнули терті джинси, тим самим оголосивши війну босам кантрі-індустрії, в якій тоді панували лощені естрадні виконавці у піджаках бездоганного крою. В ході так званого «outlaw movement» вони відстоювали повернення музики кантрі до своїх ковбойських витоків, намагалися повернути жанрові втрачену енергетику. Одним з основних віх цього напряму був альбом Нельсона «Red Headed Stranger» (1975, «Рудоволосий Незнайомець»). Найуспішнішими за всю його кар'єру стали сингл «Blue Eyes Crying in the Rain» (1975) і «On the Road Again» (1980), створені саме в цей період.
У 1980-і роках Нельсон почав багато зніматися в кіно. У музичному відношенні для нього настала пора дуетів. Характерний приклад — пісня «To All the Girls I've Loved Before», записана разом з Хуліо Іглесіасом. Разом зі старим товаришем Дженнінгсом, Крісом Крістоферсоном і Джонні Кешем він створив успішну супергрупу «The Highwaymen». До того часу виконавець отримав досить широке визнання за межами кантрі-індустрії. У 1982 році йому була присуджена премія «Греммі» в найпрестижнішій номінації «Запис року» (за нову інтерпретацію класичної пісні «Always on My Mind»).
У 1990 році Нельсону довелося позмагатися у суді з податковою службою, яка звинуватила його в систематичному ухилянні від сплати податків. Оскільки сума несплат перевищили 16 мільйонів доларів, значна частина майна співака пішла з молотка. Для погашення заборгованості він навіть записав особливий подвійний альбом. Після закінчення судової епопеї Нельсон випустив в 1993 році альбом дуетів із зірками інших жанрів, серед яких опинилися Боб Ділан, Пол Саймон і Шинейд О'Коннор.
У другій половині 1990-х популярність Нельсона (як і інших виконавців старої школи) стрімко знижувалася. Не сприяла покращенню його іміджу і активна боротьба старого співака за легалізацію марихуани (в одному з ток-шоу він з гордістю оголосив, що курив «траву» на даху Білого дому під час прийому, влаштованого там президентом Джиммі Картером). Намагаючись привернути увагу молодого покоління слухачів кантрі, Нельсон записав альбом з яскраво вираженими вкрапленнями реггі. У 2006 році він вперше за багато років повернувся на вершину кантрі-чартів, а за рік до цього випустив сингл скандальної пісні «Cowboys Are Frequently Secretly Fond of Each Other» (буквально: «Ковбої часто таємно закохані один в одного»).

## Дискографія
Основна стаття: Дискографія альбомів Віллі Нельсона, Дискографія синглів Віллі Нельсона, Список пісень, які написав Віллі Нельсон.

### Сольні студійні альбоми
- ...And Then I Wrote (1962)
- Here's Willie Nelson (1963)
- Country Willie: His Own Songs (1965)
- Country Favorites: Willie Nelson Style (1966)
- Make Way for Willie Nelson (1967)
- The Party's Over (1967)
- Texas in My Soul (1968)
- Good Times (1968)
- My Own Peculiar Way (1969)
- Both Sides Now (1970)
- Laying My Burdens Down (1970)
- Willie Nelson & Family (1971)
- Yesterday's Wine (1971)
- The Words Don't Fit the Picture (1972)
- The Willie Way (1972)
- Shotgun Willie (1973)
- Phases and Stages (1974)
- Red Headed Stranger (1975)
- The Sound in Your Mind (1976)
- The Troublemaker (1976)
- To Lefty from Willie (1977)
- Stardust (1978)
- Willie Nelson Sings Kristofferson (1979)
- Pretty Paper (1979)
- Family Bible (1980)
- Somewhere Over the Rainbow (1981)
- Always on My Mind (1982)
- Tougher Than Leather (1983)
- Without a Song (1983)
- City of New Orleans (1984)
- Angel Eyes (1984)
- Me & Paul (1985)
- Partners (1986)
- The Promiseland (1986)
- Island in the Sea (1987)
- What a Wonderful World (1988)
- A Horse Called Music (1989)
- Born for Trouble (1990)
- The IRS Tapes: Who'll Buy My Memories? (1992)
- Across the Borderline (1993)
- Moonlight Becomes You (1994)
- Healing Hands of Time (1994)
- Just One Love (1994)
- Spirit (1996)
- Teatro (1998)
- Night and Day (1999)
- Me and the Drummer (2000)
- Milk Cow Blues (2000)
- Rainbow Connection (2001)
- The Great Divide (2002)
- Nacogdoches (2004)
- It Always Will Be (2004)
- Countryman (2005)
- You Don't Know Me: The Songs of Cindy Walker (2006)
- Songbird (2006)
- Moment of Forever (2008)
- American Classic (2009)
- Country Music (2010)
- Remember Me, Vol. 1 (2011)
- Heroes (2012)
- Let's Face the Music and Dance (2013)
- To All the Girls... (2013)
- Band of Brothers (2014)
- Summertime: Willie Nelson Sings Gershwin (2016)
- For the Good Times: A Tribute to Ray Price (2016)
- God's Problem Child (2017)
- Last Man Standing (2018)
- My Way (2018)
- Ride Me Back Home (2019)
- First Rose of Spring (2020)
- That's Life (2021)
- The Willie Nelson Family (2021)
- A Beautiful Time (2022)

## Особисте життя
Нельсон живе в Мауї, Гаваї, в значній мірі самостійній спільноті, де всі будинки використовують тільки сонячну енергію. Його сусідами є Кріс Крістофферсон, Вуді Гаррельсон і Овен Вілсон.
Віллі Нельсон був чотири рази одружений і є батьком сімох дітей. Його перший шлюб був з Мартою Меттьюс (1952—1962). У пари є двоє живих дітей: Лана та Сьюзі. Їх третя дитина, Біллі в 1991 році помер в результаті самогубства. Наступним шлюбом Нельсона був з Ширлі Коллі в 1963 році.
Купаючись на Гаваях в 1981 році, у Нельсона стався колапс легені. Всі його заплановані концерти були скасовані, і його привезли до лікарні Мауї Меморіал. У 2004 році Нельсон переніс операцію з кистьового тунельного синдрому, який пошкодив його зап'ястя, постійно граючи на гітарі. За рекомендацією свого лікаря, він відмінив свої заплановані концерти і тільки писав пісні під час відновлення.
Нельсон був заарештований кілька разів за зберігання марихуани. Перший випадок був 1974 року в Далласі, Техас. Двадцять років потому, в 1994 році, патрульні шосе знайшли сигарету марихуани у його машині недалеко від Вейко, Техас; в результаті явка в суд змусила його не з'явитися на церемонії премії Греммі. Під час поїздки на похорон Енн Річардс в 2006 році, Нельсон, разом зі своїм менеджером і його сестрою, Боббі, були заарештовані в Сент-Мартін, Луїзіана і звинувачені в зберіганні марихуани і галюциногенних грибів. Нельсон отримав шість місяців умовно. 26 листопада 2010 року Нельсон був заарештований в Сьєрра-Бланка, Техас за зберігання шести унцій марихуани, знайдених у його гастрольному автобусі під час подорожі з Лос-Анджелеса назад до Техасу. Він був звільнений після сплати застави $ 2500.